# Bisdom Jayapura
Het bisdom Jayapura (Latijn: Dioecesis Iayapuraensis) is een rooms-katholiek bisdom met als zetel Jayapura, hoofdstad van de provincie Papoea, in Indonesië. Het bisdom is suffragaan aan het aartsbisdom Merauke. 

## Geschiedenis
Het bisdom werd opgericht op 12 mei 1949, als de apostolische prefectuur Hollandia, uit delen van het apostolisch vicariaat Nuova Guinea Olandese. Op 14 juni 1954 werd het verheven tot apostolisch vicariaat. Het veranderde tweemaal achtereen van naam, op 28 juni 1963 naar apostolisch vicariaat Kota Baru en op 12 juni 1964 naar apostolisch vicariaat Sukarnapura. Op 15 november 1966 werd het verheven tot bisdom en werd suffragaan aan het aartsbisdom Merauke. Het veranderde vervolgens nogmaals tweemaal van naam, op 25 april 1969 naar bisdom Djajapura en op 22 augustus 1973 naar bisdom Jayapura. 
Het verloor gebied bij de oprichting van de apostolische prefectuur Manokwari (1959) en het bisdom Timika (2003).

## Parochies
Het bisdom had in 2021 een oppervlakte van 115.349 km2 en telde 1.023.270 inwoners waarvan 8,5% rooms-katholiek was.

## Ordinarii

### Prefecten
- Oscar Cremers (3 juni 1949 - 1954)

### Bisschoppen
- Rudolf Joseph Manfred Staverman (apostolisch vicaris: 29 april 1956, bisschop: 15 november 1966 - 6 mei 1972)
- Herman Ferdinandus Maria Münninghoff (6 mei 1972 - 29 augustus 1997)
- Leo Laba Ladjar (29 augustus 1997 - 29 oktober 2022; hulpbisschop sinds 6 december 1993)
- Yanuarius Teofilus Matopai You (29 oktober 2022 - heden)

## Galerij van afbeeldingen

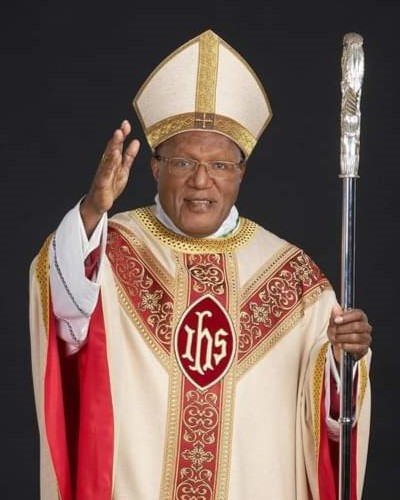
Bisschop Yanuarius Teofilus Matopai You (2022-heden)
Kerkprovincie met aartsbisdom en suffragane bisdommen

Merauke (aartsbisdom) · Agats · Jayapura · Manokwari-Sorong · Timika